# Адольфссон, Йеспер
Йеспер Томас Вальтер Мербом Адольфссон (швед. Jesper Thomas Valter Merbom Adolfsson; род. 15 января 1999) — шведский футболист, защитник клуба «Мьельбю».

## Клубная карьера
Футболом начал заниматься в «Лессебу», затем на молодёжном уровне выступал за молодёжные команды «Кальмара» и АИК. Перед сезоном 2019 года перешёл в «Муталу», где и начал взрослую карьеру. В первый год вместе с командой занял вторую строчку в турнирной таблице, в результате чего попал в стыковые матчи. Победив в двухматчевом противостоянии с «Соллентуна» сильнее оказалась «Муталу», в результате чего вышла в первый дивизион.
17 марта 2021 года перешёл в «Вестерос». Через три дня впервые сыграл за клуб в матче группового этапа кубка Швеции с «Хеккеном», появившись на поле в компенсированное ко второму тайму время. За полтора сезона, проведённых в команде, принял участие в 41 матче, в которых забил один мяч.
26 июля 2022 года перешёл в «Мьельбю», с которым заключил контракт на полтора года. 7 августа в игре очередного тура с «Эльфсборгом» дебютировал за клуб в чемпионате Швеции. Адольфссон вышел на поле на последних минутах встречи, заменив Отто Росенгрена.

## Клубная статистика
| Выступление      | Выступление      | Выступление      | Лига | Лига | Кубки | Кубки | Конт. кубки | Конт. кубки | Разное | Разное | Итого | Итого |
| Клуб             | Лига             | Сезон            | Игры | Голы | Игры  | Голы  | Игры        | Голы        | Игры   | Голы   | Игры  | Голы  |
| ---------------- | ---------------- | ---------------- | ---- | ---- | ----- | ----- | ----------- | ----------- | ------ | ------ | ----- | ----- |
| Мутала           | Дивизион 2       | 2019             | 26   | 1    | 0     | 0     | 0           | 0           | 2      | 0      | 28    | 1     |
| Мутала           | Дивизион 1       | 2020             | 29   | 3    | 0     | 0     | 0           | 0           | 0      | 0      | 29    | 3     |
| Мутала           | Итого            | Итого            | 55   | 4    | 0     | 0     | 0           | 0           | 0      | 0      | 55    | 4     |
| Вестерос         | Суперэттан       | 2021             | 27   | 0    | 1     | 0     | 0           | 0           | 0      | 0      | 28    | 0     |
| Вестерос         | Суперэттан       | 2022             | 13   | 1    | 0     | 0     | 0           | 0           | 0      | 0      | 13    | 1     |
| Вестерос         | Итого            | Итого            | 40   | 1    | 1     | 0     | 0           | 0           | 0      | 0      | 41    | 1     |
| Мьельбю          | Алльсвенскан     | 2022             | 1    | 0    | 0     | 0     | 0           | 0           | 0      | 0      | 1     | 0     |
| Мьельбю          | Итого            | Итого            | 1    | 0    | 0     | 0     | 0           | 0           | 0      | 0      | 1     | 0     |
| Всего за карьеру | Всего за карьеру | Всего за карьеру | 96   | 5    | 1     | 0     | 0           | 0           | 2      | 0      | 99    | 5     |